# روس ديفيدسون (لاعب كرة قدم بريطاني)
روس ديفيدسون (بالإنجليزية: Ross Davidson)‏ (13 نوفمبر 1973 في المملكة المتحدة - ) هو لاعب كرة قدم بريطاني في مركز الدفاع. لعب مع شروزبري تاون وشيفيلد يونايتد ونادي بارنت ونادي تشستر سيتي.

## وصلات خارجية
- روس ديفيدسون (لاعب كرة قدم بريطاني) على موقع قاعدة بيانات كرة القدم.إي يو (الإنجليزية)
- روس ديفيدسون (لاعب كرة قدم بريطاني) على موقع Soccerbase.com (لاعب) (الإنجليزية)